# Łada Togliatti (hokej na lodzie)
Łada Togliatti (ros. Хк Лада Тольятти) – rosyjski klub hokeja na lodzie z siedzibą w Togliatti.

## Historia

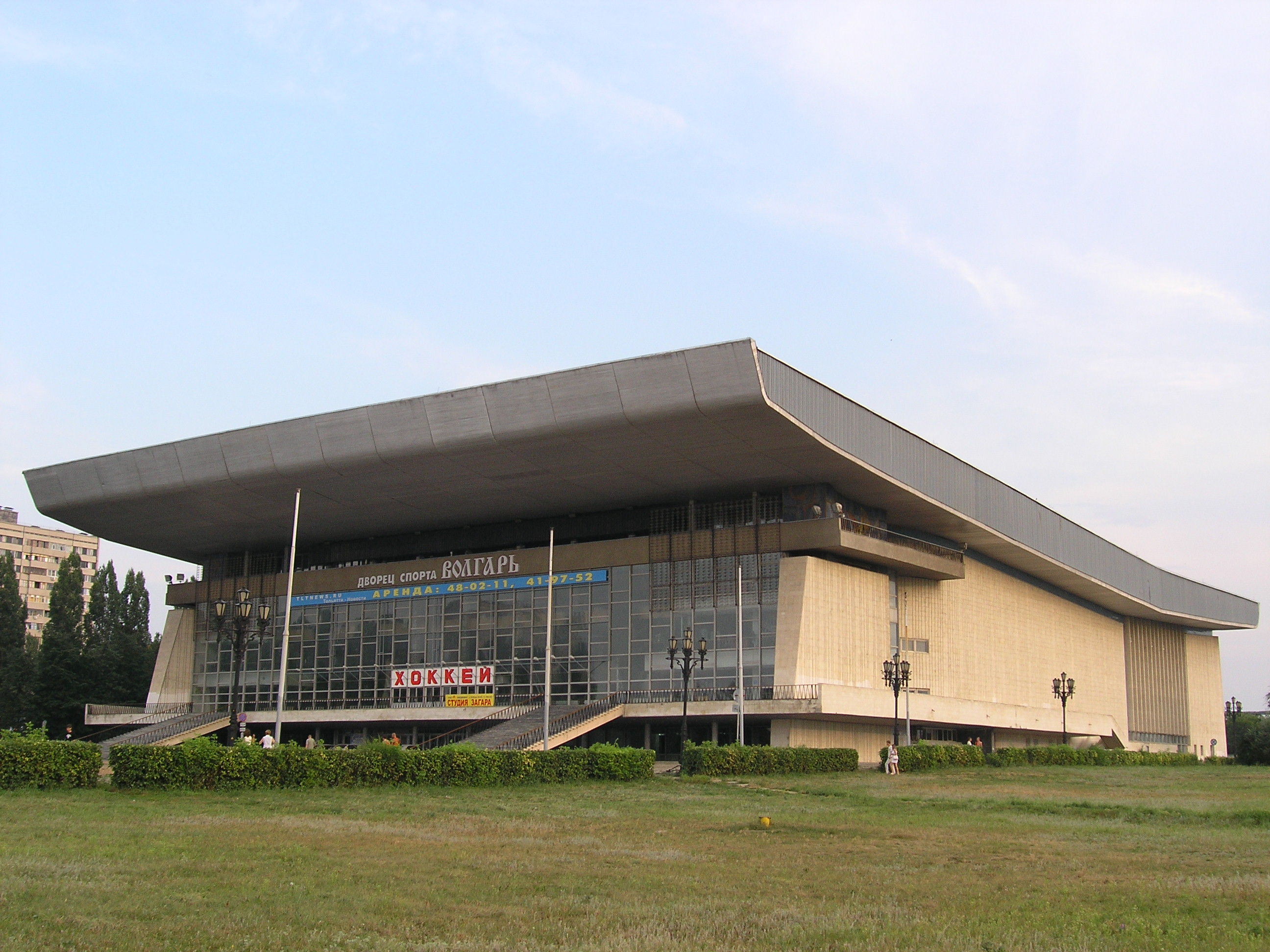
Lodowisko Wołgar

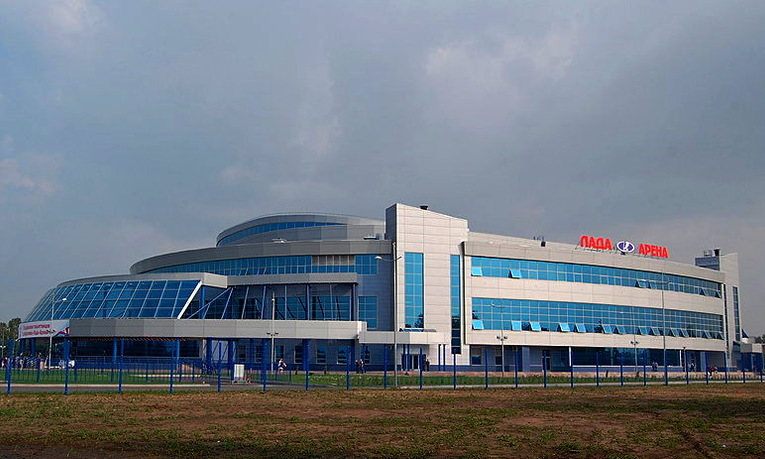
Łada Arena

Od 1976 klub działał jako Torpedo Togliatti, a od 1989 jako Łada. Od 2008 do 2010 występował w KHL. W sezonie 2008/2009 zajął 13. miejsce (dotarł do 1/8 finału), zaś w sezonie 2009/2010 zajął 22. miejsce (na 22 drużyn). W 2010 drużyna została wycofana z rozgrywek z powodu kłopotów finansowych. Zastąpił go klub Jugra Chanty-Mansyjsk. Z uwagi na dalsze trudności finansowe w klubie 2010 władze KHL podjęły decyzję o przekazaniu Ładzie pożyczki opiewającej na 35 mln rubli. W styczniu 2013 roku podjęto zaawansowane staranie celem powrotu drużyny do KHL od sezonu 2013/2014.
W 2014 poinformowano, że drużyna przystąpi ponownie do rosyjskich rozgrywek KHL od sezonu 2014/2015. Zespołami farmerskimi zostały: CSK WWS Samara (RHL), Ariada Wołżsk (WHL). Drużyną juniorską została Ładja występująca w rozgrywkach MHL B.
W przeszłości halą klubu był Wołgar, zaś w 2013 lodowiskiem klubu została Łada Arena, mogąca pomieścić 6122 widzów.
Podczas występów w KHL Łada była przydzielona do Konferencji Wschód i Dywizji Charłamowa. Po sezonie 2017/2018 w marcu 2018 władze KHL postanowiły o wykluczeniu Łady z rozgrywek. Następnie klub przyjęto do ligi WHL. W kwietniu 2023 poinformowano o ponownym przyjęciu Łady do KHL od sezonu 2023/2024. Przed sezone KHL (2025/2026) drużynę przesunięto z Dywizja Charłamowa do Dywizji Bobrowa.

## Sukcesy
- Złoty medal mistrzostw Rosji: 1994, 1996[11]
- Srebrny medal mistrzostw Rosji: 1993, 1995, 1997, 2005
- Brązowy medal mistrzostw Rosji: 2003, 2004
- Złoty medal wyższej ligi: 1986, 1991
- Złoty medal pierwej ligi: 1979, 1982
- Puchar MHL: 1994
- Finał Pucharu Europy: 1995
- Puchar Europy: 1997
- Mecz o Superpuchar IIHF: 1997
- Puchar Kontynentalny: 2006